# Ди Рэй Хайси
Ди Рэй Хайси (1932 – 2011) был доктором наук по специальности межкультурной коммуникации. Родился в Мичигане и скончался в Огайо. Профессор Хайси в течение нескольких десятилетий своей преподавательской деятельности обучил многих студентов и специалистов межкультурной коммуникации в 15 странах в том числе и в Иране. Профессор Хайси был активным антивоенным академиком. Он отказался служить солдатом в Корейской войне в 1950-х годах. Основным направлением деятельности Доктора Хайси в последние годы являлось измерение социальных отношений и вида взглядов иранцев и американцев друг на друга. Академик Хайси в течение своей преподавательской и научно-исследовательской деятельности получил множество наград и почетных грамот. До исламской революции в Иране профессор Ди Рэй Хайси 4 года возглавлял колледж Дамаванд.